# Сорокин, Степан Андреевич (генерал)
Степан Андреевич Сорокин (16 января 1900,   Трудолюбовка, Орловская губерния, Российская империя — 24 марта 1959, Москва, СССР) — советский военный и научный деятель, генерал-полковник инженерно-технической службы (18.02.1958), член-корреспондент Академии артиллерийских наук (19.12.1949).

## Биография
Родился 16 января 1900 года в деревне Трудолюбовка, ныне Знаменского сельского поселения, Колпнянского района Орловской области. Русский.  С января 1912 года работал батраком у купца Чернобаева В. А. в селе Олыпаны Харьковской губернии. С марта 1915 года - рабочий Харьковского паровозостроительного завода. С марта 1917 года - экспедитор грузов и продавец Продовольственного комитета Южных железных дорог в Харькове.
В РККА с марта 1919 года - курсант Харьковских артиллерийских курсов. С ноября 1919 года - курсант 1-х Московских артиллерийских курсов командного состава. С мая 1920 года - командир взвода 1-го легкого артиллерийского дивизиона 3-й стрелковой дивизии. Участник Гражданской войны на Южном фронте в мае-ноябре 1919 года - в качестве наводчика в составе курсантской бригады и в мае-ноябре 1920 года - против Врангеля в составе 1-го легкого артиллерийского дивизиона 3-й Казанской стрелковой дивизии в качестве командира взвода. Член ВКП(б) с 1920 года. С мая 1921 года - помощник командира батареи 3-го дивизиона 3-й стрелковой дивизии. С ноября 1921 года - слушатель Высшей артиллерийской школы в Киеве. С октября 1922 года - командир 3-й батареи легкого артиллерийского дивизиона 3-й стрелковой дивизии. С октября 1924 года - командир 48-го легкого артиллерийского дивизиона 3-й стрелковой дивизии.
С октября 1925 года - слушатель Военно-технической академии РККА им. Ф. Э. Дзержинского. С июля 1930 года - военный представитель Артиллерийского управления РККА на Златоустовском механическом заводе ВСНХ СССР. С марта 1932 года - районный инженер Артиллерийского управления на Южной группе заводов. С июня 1932 года - начальник сектора научно-технического управления Главного артиллерийского управления РККА. С февраля 1933 года - начальник сектора управления боеприпасов Главного артиллерийского управления РККА. С августа 1935 года - начальник отделения отдела боеприпасов Артиллерийского управления РККА. С августа 1937 года - начальник научно-испытательного артиллерийского полигона РККА и одновременно начальник Артиллерийского научно-исследовательского института РККА. С октября 1938 года - начальник Артиллерийского научно-исследовательского полигона РККА.
С июля 1941 года - начальник Управления вооружения наземной артиллерии Главного артиллерийского управления РККА. С февраля 1942 года - начальник Управления заказов и производства боеприпасов для наземной и зенитной артиллерии Главного артиллерийского управления РККА. За успешное выполнение заданий командования по обеспечению артиллерии боеприпасами  на протяжении Великой Отечественной войны генерал-лейтенант инженерно-артиллерийской  службы Сорокин  был награждён орденом  Кутузова I степени.
С апреля 1946 года - заместитель председателя Артиллерийского комитета по артиллерийскому вооружению наземной артиллерии - начальник 1-го управления Артиллерийского комитета Главного артиллерийского управления Вооруженных сил. С марта 1947 года - заместитель начальника Главного артиллерийского управления Вооруженных сил по научно-исследовательской работе - председатель Артиллерийского комитета Главного артиллерийского управления Вооруженных сил. С июня 1957 года - председатель Артиллерийского научно-технического комитета - заместитель начальника Главного артиллерийского управления по опытно-конструкторским и научно-исследовательским работам. С сентября 1958 года  генерал-полковник инженерно-технической службы Сорокин - первый заместитель начальника Главного артиллерийского управления.
Крупный специалист,  организатор и  руководитель производства боеприпасов. Много внимания уделял работам в области радиолокации, зенитных автоматических орудий, артиллерийских систем особой мощности, средствам ближнего боя пехоты.
Умер 24 марта 1959 года.  Похоронен в Москве на Новодевичьем кладбище (5 уч., 33 ряд,  9 место).

## Воинские звания
- генерал-майор  инженерно-артиллерийской  службы  (17.11.1942)
- генерал-лейтенант  инженерно-артиллерийской  службы  (18.11.1944)
- генерал-полковник  инженерно-технической  службы  (18.02.1958)

## Награды
СССР
- орден Ленина (21.02.1945)[5][6]
- три ордена Красного Знамени (16.05.1944[7], 03.11.1944[6][8], 20.06.1949[6][9])
- орден Кутузова I степени (17.11.1945)[10]
- орден Кутузова II степени (22.11.1944)[11]
- орден Трудового Красного Знамени (18.08.1943)[12]
- орден Красной Звезды (03.06.1942)[13]
- медали в том числе:
  - «XX лет Рабоче-Крестьянской Красной Армии» (1938)[12]
  - «За оборону Москвы» (1944)[14]
  - «За победу над Германией в Великой Отечественной войне 1941—1945 гг.» (04.07.1945)[15]
  - «За победу над Японией» (1945)[14]

Других государств
 Китай:
- медаль «Китайско-советская дружба»